# 유엔 총회 결의 제2625호
우호 관계 선언(友好關係宣言)은 1970년 유엔 총회 결의 2625(XXV)를 말한다. 국제 사법 재판소는 1986년 니카라과 사건에서 우호 관계 선언이 국제 관습법이라고 인정했다.

## 7가지 원칙
우호 관계 선언은 국가의 기본적 권리 의무로 7가지 원칙을 규정하였다:
1. 무력 사용 금지 원칙
2. 국제 분쟁 평화적 해결 원칙
3. 국내 문제 불간섭 원칙(Non-interventionism)
4. 국제 협력 원칙
5. 자결권(Self-determination)
6. 주권 평등 원칙
7. 신의 성실 원칙(Good faith, bona fide)

영어 위키문헌에 이 글과 관련된 원문이 있습니다. United Nations General Assembly Resolution 2625